# جون موسى (سياسي أمريكي)
جون موسى (بالإنجليزية: John Moses)‏ هو محامي وسياسي أمريكي ونرويجي، ولد في 12 يونيو 1885 في ستراند في النرويج، وتوفي في 3 مارس 1945 في روشستر في الولايات المتحدة. نشط حزبياً في الحزب الديمقراطي. وقد انتخب حاكم شمال داكوتا ‏ (5 يناير 1939 – 4 يناير 1945) وانتخب عضو مجلس الشيوخ الأمريكي.

## وصلات خارجية
- جون موسى (سياسي أمريكي) على موقع إن إن دي بي (الإنجليزية)